# 宮島一代
宮島 一代（みやじま かずしろ、1967年12月17日 - ）は茨城県下妻市出身の元サッカー審判員（元国際副審）。現在は日本サッカー協会 (JFA)審判マネジャー、審判委員会副委員長。

## 来歴
下妻市立下妻中学校、茨城県立下妻第一高等学校から茨城大学教育学部数学科卒業。本業は数学教師で、小学校から高校まで赴任した経験を持ち、各赴任先でサッカー部の監督を務めた。ベストリザルトは県ベスト４。下妻市立千代川中学校では学年主任、最後の赴任先となった常総市立鬼怒中学校では教務主任を務めた。
1998年12月に1級審判員として登録され、1999年にJリーグ副審デビュー。2005年より国際副審登録。2008年よりAFCエリート審判員。
Jリーグでの主審経験はないが、日本フットボールリーグでは安定したジャッジで信頼を受けていた。副審に転向後は、国際副審としてACLやFIFAワールドカップ・アジア予選、また国内では2006年J1リーグ最終節の浦和レッズ-ガンバ大阪戦や、2007年ナビスコカップ決勝の川崎フロンターレ-ガンバ大阪戦、2008・09年・10年天皇杯全日本サッカー選手権大会準決勝などで活躍している。2012年には天皇杯とナビスコカップの2大ファイナルを担当。年末にはシンガポールでのSUZUKI CUPファイナルも担当し、国際副審としての定年を迎えた。
2015年の柳沢敦・中田浩二・新井場徹の合同引退試合では主審を務め、終了間際のPKの際に、バニシングスプレーでピッチに「KOJI」と書き スタジアムを沸かせた。「粋な計らい」「ベテランらしい演出」など、評判となった。
それまでの日本の国際副審と言えば廣嶋禎数に代表されるような小柄な審判員がほとんどだったが、180cmを超える長身の国際副審であった。
2010年8月15日J１リーグ第18節 京都対C大阪戦（西京極）においてJ１副審担当120試合に到達した。通算29人目。
2016年7月9日広島対鹿島（エディオン）においてＪ１副審担当200試合を達成した。通算6人目。
2017年シーズンをもって審判を引退。副審としては第33節の鹿島VS柏、第４の審判員としては天皇杯決勝のセ大阪VS横浜FM。１級審判員としてのラストマッチは鈴木隆行の引退試合での主審で、中田浩二の引退試合同様、後半アディショナルタイムのPKの際に、バニシングスプレーで「TAKA」とピッチに書いた。
2019年3月、管理職への道を断り、28年間の教員人生にピリオドを打つ。同年4月からJFAトップレフェリーグループマネジャーに就任して後身の強化・育成にあたっている。2020年シーズンからはJ1のリーグ戦でビデオ・アシスタント・レフェリー (VAR) が導入されるのにあたり、同じくJFAトップレフェリーグループマネジャーの扇谷健司と共にVAR専任の審判員（アシスタント・ビデオ・アシスタント・レフェリー）として審判登録された。
2022年1月20日に行われたJFA理事会で、JFA審判委員会委員に任命されたことが明らかとなった。
2022年4月、JFA審判委員会委員長に扇谷健司、副委員長に宮島一代の就任が発表された。

## 審判記録
- Jリーグ(J2)初副審：1999年4月4日 第4節 アルビレックス新潟対ヴァンフォーレ甲府戦（新潟市陸上競技場）
- Jリーグ(J1)初副審：2000年4月1日 第4節 柏レイソル対FC東京戦（柏の葉）

Jリーグ登録 1999年-2017年
- J1 主審0試合 副審220試合
- J2 主審0試合 副審98試合
- J3 主審0試合 副審1試合
- ルヴァンカップ 主審0試合 副審52試合

2017年12月31日時点